# الدوري التايواني لكرة القدم
الدوري التايواني لكرة القدم هو الدوري الوطني لكرة القدم في تايوان، .البطل الحالي هو نادي شركة طاقة تايوان.